# Knobbeltang
Een knobbeltang is een handgereedschap dat gebruikt wordt onder andere door schoenmakers om een plaatselijk knelprobleem, bijvoorbeeld van een eksteroog in de schoen, op te lossen.
Door de open ring aan de buitenkant van de schoen te plaatsen en de bol aan de binnenkant, wordt door druk uit te oefenen het leder plaatselijk opgerekt. 
Tegenwoordig bestaan er geavanceerdere oprekmachines om knelproblemen op te lossen.